# Ноћна мора пре Божића
Ноћна мора пре Божића (енгл. The Nightmare Before Christmas) је амерички анимирани филм из 1993. режисера Хенрија Селика снимљен по филмској причи Тима Бертона.
Радња филма смештена је у измишљени Град Ноћи вештица, чији становници на челу са Џеком Скелингтоном одлучују да прекину монотонију новим празником - Божићем.
И критичари и публика су добро прихватили филм, а студио Волт Дизни Пикчерс 2006. године издао је нову 3D верзију.

## Радња
Смештен у свет у којем сваки празник има своју специјалну земљу, овај филм говори о погрешној страсти Џека Скелингтона, обожаваног краља Бундеве града Ноћи вештица, који надгледа стварање свих језивих задовољстава, страхова и изненађења које овај празник традиционално извози у стварни свет. Након што му је досадила та рутина, Џек проналази нови смисао у животу када случајно набаса на улаз у Божићград и истог тренутка постаје фасциниран јарким бојама, играчкама, украсима и топлином коју тамо открије. Опседнут идејом да преузме Божић под своју контролу, по повратку кући ангажује своје поданике да му помогну да замени Деда Мраза и направи нову и побољшану верзију овог празника. Неће проћи много пре него што Џек схвати да чак и најбољи планови које један костур може да смисли, могу поћи наопако.

## Улоге
| Глумац        | Улога                             |
| ------------- | --------------------------------- |
| Крис Сарандон | Џек Скелингтон                    |
| Дени Елфман   | Џек Скелингтон (музичке секвенце) |
| Кетрин О’Хара | Сали                              |
| Вилијам Хики  | др Финклстајн                     |
| Глен Шадикс   | градоначелних Града Ноћи вештица  |
| Кен Пејџ      | Уги Буги                          |
| Ед Ајвори     | Деда Мраз                         |
| Пол Рубенс    | Лок                               |